# Грб Јакутије
Грб Јакутије или грб Сахе је званични симбол једног од субјеката Руске федерације са статусом републике, Јакутије. Грб је званично усвојен 26. децембра 1992. године.

## Опис грба
Грб Републике Јакутија (грб Сахе) има облик круга у чијем центру је слика древног јахача са заставом са знамењем ријеке Лене, у чијој позадини је соларни плави диск-плоча, на коме је у горњем оквиру смјештена традиционална национална орнаментика у облику седам ромбичних кристала. А испод ње бијелим словима исписано име Републике „Республика Саха (Якутия)“ и „Саха Республиката“ на јакутском и руском језику.
Седам ромбоидних кристала симболизује 7 народа ове Републике и то: Јакути, Руси, Евенки, Евени, Чукчи, Долгани и Јукагири.
Симболика боја на грбу је следећа: тамноплава - симболизује вијерност, искреност и наду,
бела представља чистоту, црвена (окер) се користи за представљање јахача.

## Галерија
- Грб Јакутске области из 1880
- Незванични грб Области из 1878
- Савремени приједлог грба из 2000.
- Грб Јакутске АССР